# Wirtualne Muzeum Pielęgniarstwa Polskiego
Wirtualne Muzeum Pielęgniarstwa Polskiego – archiwum społeczne, które zostało utworzone w 2011 roku w ramach projektu „Pamięć i historia bogactwem pielęgniarstwa”, realizowanego przez Zarząd Główny Polskiego Towarzystwa Pielęgniarskiego wraz z Komisją Historyczną oraz Fundacją Rozwoju Pielęgniarstwa Polskiego. Archiwum otrzymało tytuł Centralnego Archiwum Pielęgniarstwa Polskiego, a 16 września 2008 zostało nazwane imieniem Barbary Purtak.
Zasoby archiwalne muzeum dotyczą między innymi historii szkół pielęgniarstwa, organizacji pielęgniarskich (Polskiego Stowarzyszenia Pielęgniarek Zawodowych, Polskiego Towarzystwa Pielęgniarskiego, Związków Zawodowych Pielęgniarek i Położnych; Samorządu Pielęgniarek i Położnych), losów pielęgniarek w czasie I i II wojny światowej. Wśród zgromadzonych materiałów archiwalnych znajdują się: dokumenty, fotografie, kroniki, monografie szkół pielęgniarskich i szpitali, biografie pielęgniarek, karty okolicznościowe, znaczki pocztowe z wizerunkami pielęgniarek i położnych. W archiwum zgromadzono zasób Archiwum Koła Absolwentek Warszawskiej Szkoły Pielęgniarstwa oraz Szkoły Pielęgniarstwa im. Pielęgniarek Warszawy.
W archiwum zgromadzono również zasób biblioteczny i muzealny, np. podręczniki, książki, opracowania dotyczące historii pielęgniarstwa.